# Alfred Begas

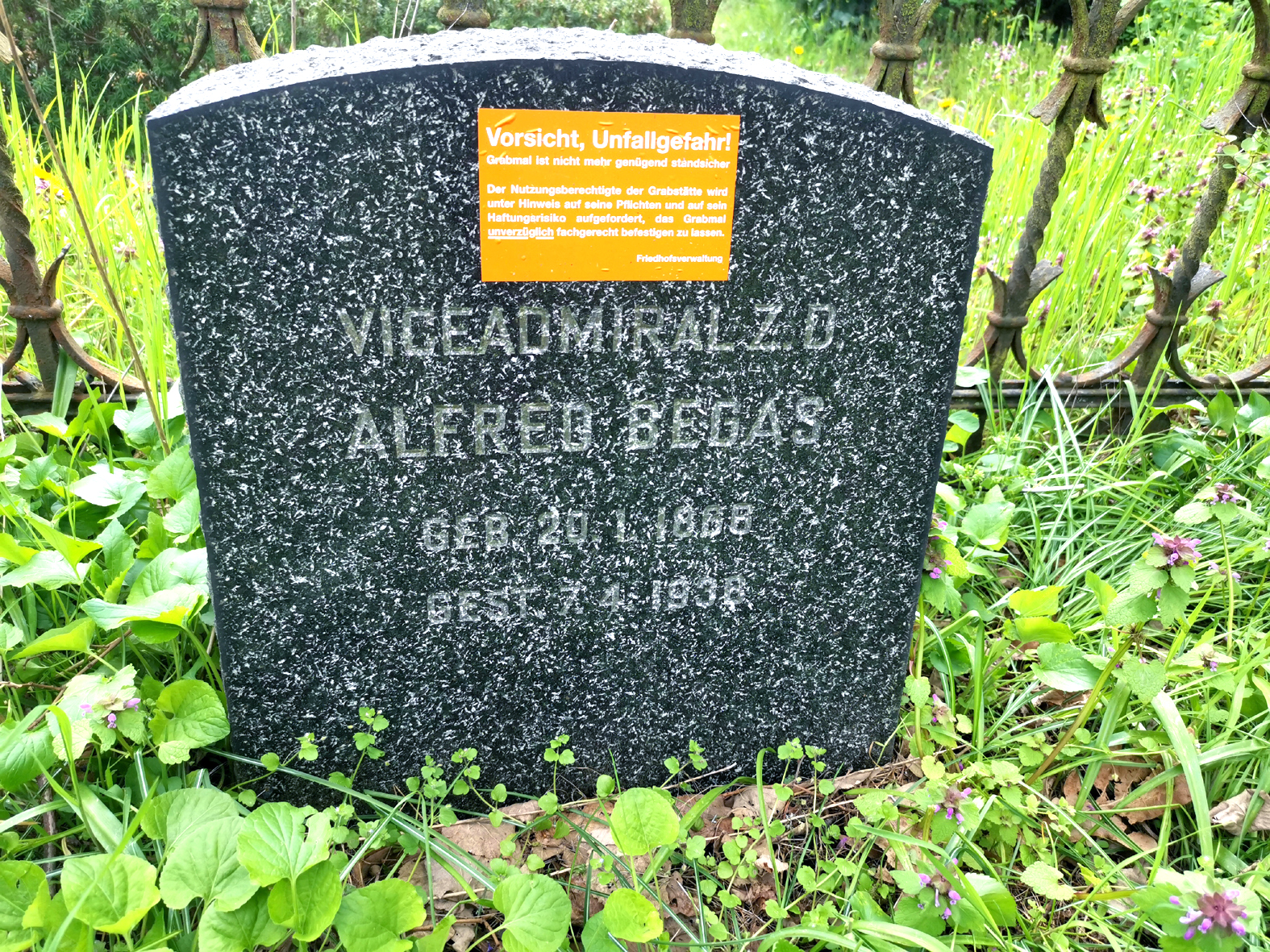
Grab auf dem Alten Friedhof Wannsee

Alfred Begas (* 20. Januar 1866 in Berlin; † 7. April 1938 in Kiel) war ein deutscher Marineoffizier. 1917 wurde ihm der Charakter eines Vizeadmirals verliehen.

## Leben
Begas war der Enkel des Malers Carl Joseph Begas und Sohn des Malers Oscar Begas; auch drei seiner Onkel waren Künstler.
Von April 1905 bis Mai 1907 unterstand Korvettenkapitän Begas die Condor, ein Kleiner Kreuzer. Von September 1908 bis September 1910 kommandierte Begas das Linienschiff Wittelsbach, zunächst im Rang eines Fregattenkapitäns, dann als Kapitän zur See. Begas war Skipper der kaiserlichen Yacht Meteor (IV).
Im Ersten Weltkrieg war er zunächst bis zum 23. Januar 1915 als 2. Admiral des V. Geschwaders, ein Reservegeschwader zum Küstenschutz, zugleich bis Januar 1915 Kommandant der Kaiser Friedrich III. und anschließend vom 24. Januar 1915 bis 15. Januar 1916 mit der Führung des V. Geschwaders im Range eines Kapitäns zur See beauftragt. Am 22. März 1915 wurde er zum Konteradmiral befördert, am 14. Oktober 1917 folgte der Charakter als Vizeadmiral. Ab Januar 1916 war er für zwei Jahre Befehlshaber der Marineanlagen in Libau und Kurland, wo er im Mai 1916 die Minenleger-Stellungen bei Tukkum, in denen auch Joachim Ringelnatz als Maat diente, besichtigte. Von Januar 1918 bis März 1918 war er zur Verfügung der Marinestation der Ostsee gesetzt und wurde am 17. März 1918 aus der Marine verabschiedet.
Begas engagierte sich im Kaiserlichen Yacht-Club in Kiel, auch als Vorsitzender. In dieser Funktion stellte er 1936 erfolgreich den Antrag zur Auflösung des Clubs, um der Gleichschaltung in den Yacht-Club von Deutschland zu entgehen. Anfang der 1930er Jahre segelte er unter anderem mit Hans Domizlaff auf dessen Yawl Dirk III nach Norwegen, auf die Shetland- und die Färöer-Inseln.

## Auszeichnungen
- Honorary Life Member des Royal Ocean Racing Club